# صیاد (ترکمنستان)
صیاد (به ترکمنی: Saýat، صایات) یک شهرک در ترکمنستان است که در استان لب آب واقع شده است. صیاد مرکز اداری شهرستان صیاد است.